# Wasserspiel „Spucken und Schlucken“

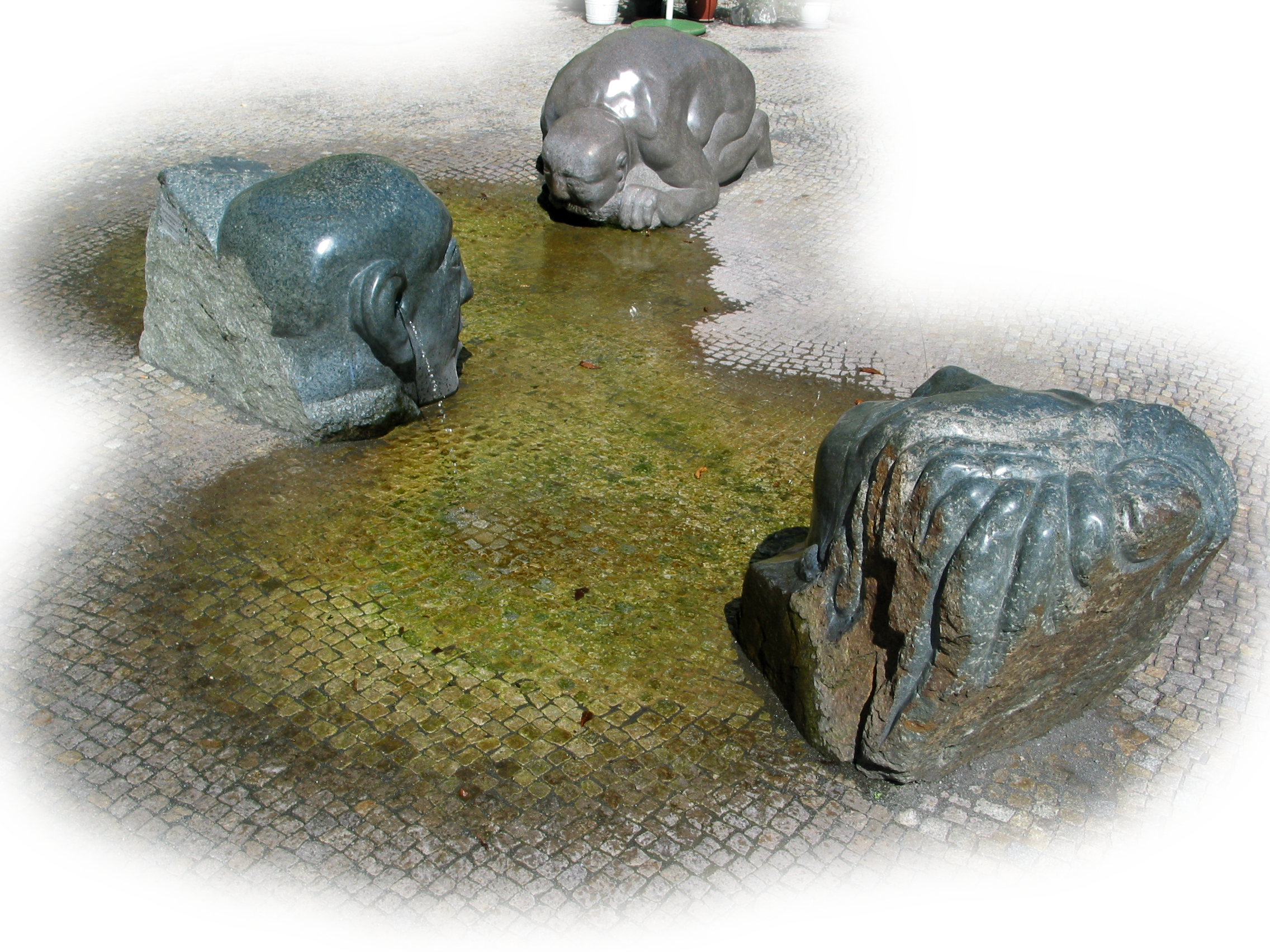
Das Trinkwasserspiel „Spucken und Schlucken“ von Bildhauer Walter Sachs (2007 aufgestellt)

Das Wasserspiel „Spucken und Schlucken“ ist an eine Trinkwasserleitung angeschlossen, ist aber kein Brunnen im engeren Sinne. Geschaffen hatte diese Installation in der Ferdinand-Freilgrath-Straße vor dem Siechenbräu-Haus in Weimar Walter Sachs. Diese Trinkwasseranlage existiert seit 2007. Laut seiner Angaben hat die Installation die Höhe von 98 cm. Ein eigentliches Brunnenbecken gibt es nicht. Das Material der drei Figuren besteht aus Dolerit.
Das Motiv „Schwester Eloquentia belehrt ihre Brüder“ rührt daher, dass der Künstler selbst die spuckende Figur „Eloquentia“ nannte. Der Wasserstrahl der weiblichen Figur kommt durch den Mund gewissermaßen als Redeschwall, bei einem männlichen Kopf aus den Ohren. Er gebietet diesem Redeschwall etwas Einhalt. Der zweite männliche Kopf trinkt. Er ist ganz auf sein Wohl bedacht.
Walter Sachs schuf bereits 1992 die Pikrit-Plastik: „Versunkener Riese“ auf dem Frauenplan in Weimar.